# دومينيك ساتون
دومينيك ساتون (بالإنجليزية: Dominique Sutton)‏ مواليد 20 أكتوبر 1986 في درم، هو لاعب كرة سلة أمريكي. بدأ مسيرته الاحترافية في سنة 2012. يلعب مع أكويلا باسكت ترينتو في ليغا باسكيت الدرجة الأولى. يحمل الرقم 2. لعب كرة السلة الجامعية في جامعة ولاية كنساس.

## المسيرة الاحترافية
لعب مع أوكلاهوما سيتي بلو في موسم 2012–2013، ثم لعب مع نادي إكاروس كاليثيا لكرة السلة في موسم 2013–2014، ثم لعب مع أكويلا باسكت ترينتو في الدوري الإيطالي في موسم 2015–2016، ثم لعب مع راتيوفارم أولم في الدوري الألماني في سنة 2016، ثم لعب مع نانسي باسكت في الدوري الفرنسي في موسم 2016–2017، ثم لعب مع أكويلا باسكت ترينتو في الدوري الإيطالي في سنة 2017.

## روابط خارجية
- دومينيك ساتون على موقع الدوري الإسباني لكرة السلة (الإسبانية)
- دومينيك ساتون على موقع كرة السلة الأوروبية.كوم (الإنجليزية)
- دومينيك ساتون على موقع كلية كرة السلة في سبورتس رفرنس.كوم (الإنجليزية)
- دومينيك ساتون على موقع ريلجم (الإنجليزية)
- دومينيك ساتون على موقع بروبوليرز (الإنجليزية)
- دومينيك ساتون على موقع سبورتس رفرنس (الإنجليزية)
- دومينيك ساتون على موقع سبورتس رفرنس (الإنجليزية)